# Oxynoemacheilus merga
Oxynoemacheilus merga és una espècie de peix de la família dels balitòrids i de l'ordre dels cipriniformes.
Es troba a la conca occidental de la mar Càspia a l'est d'Europa a les rieres de muntanyes superiors de les conques del Kuma, Terek, Sulak, Shura-ozen i Samur on és abundant a l'Azerbaidjan, Geòrgia i Rússia.